# PC Building Simulator
PC Building Simulator è un videogioco di simulazione-strategia prodotto dalla Irregular Corporation e dallo sviluppatore indipendente rumeno Claudiu Kiss. Il gioco è incentrato sulla gestione di un laboratorio che costruisce e ripara PC, principalmente orientati al gaming.
È stato inizialmente lanciato sul mercato in accesso anticipato a marzo 2018 su Steam. Il gioco, inizialmente disponibile solo per Microsoft Windows, nell'agosto del 2019 è stato reso disponibile anche per PlayStation 4, Xbox One e Nintendo Switch.
PC Building Simulator riproduce componenti reali di una vasta gamma di marchi specializzati, come AMD, Asus, Cooler Master, Intel, Nvidia e molti altri.

## Modalità di gioco
Il gioco presenta tre modalità: 
- Carriera (Career);
- Costruzione libera (Free Build), in cui al giocatore vengono dati soldi illimitati e tutte le parti, i banchi di lavoro e gli strumenti sono sbloccati dall'inizio;
- Come costruire un PC (How to build a PC), che fornisce un tutorial dettagliato per insegnare a un principiante come costruire un PC adeguato.

### Carriera
In modalità Carriera, il giocatore gestisce un laboratorio in cui deve completare attività che comportano la modifica di computer precostruiti (ad es. rimozione di virus, aggiunta di nuove parti) o la costruzione di un computer nuovo di zecca sulla base di determinati requisiti. 
Il denaro guadagnato da ogni lavoro può essere speso per l'acquisto di parti nuove o usate (vedi sotto). Oltre al denaro, ogni lavoro portato a termine porta al giocatore una certa quantità di punti esperienza, che permettono di salire di livello e sbloccare componenti più avanzati e nuovi tipi di lavori da svolgere.
Il giocatore può acquistare i vari componenti da negozi online fittizi, che vendono parti nuove o usate. Per i pezzi nuovi, il giocatore può scegliere tra diversi servizi di spedizione: più breve è il tempo di consegna, maggiore sarà il prezzo. Il gioco offre 3 scelte:
- consegna il giorno successivo (opzione standard) che costa 30 dollari;
- consegna lo stesso giorno, che permette al giocatore di avere subito i pezzi ordinati al costo di 100 dollari;
- una consegna lenta ma economica che può richiedere da 3 a 5 giorni lavorativi ma costa solo 10 dollari.

Le parti usate vengono spedite gratuitamente, ma possono impiegare fino a una decina di giorni per arrivare. Un calendario tiene traccia della data di consegna stimata per ogni prodotto acquistato e delle scadenze degli ordini dei clienti, nonché i giorni in cui bisognerà pagare l'affitto mensile al proprietario del locale (500 dollari) e la bolletta della luce (il cui importo varia in base al consumo energetico del giocatore tra le luci del laboratorio e i collaudi dei PC).
I fondi del giocatore sono gestiti tramite un sistema di home banking. Quando il giocatore finirà i soldi a sua disposizione, sarà comunque possibile effettuare acquisti a credito fino a una soglia di 1000 dollari, superata la quale il conto del giocatore verrà congelato e gli sarà addebitata una tariffa giornaliera per ogni giornata chiusa al di sopra della soglia massima di credito.
È possibile investire il denaro guadagnato anche per migliorare il laboratorio stesso, per esempio acquistando banchi di lavoro aggiuntivi (necessari per svolgere attività con maggiore efficienza) e un armadio (utilizzato per riporre i computer e ridurre l'ingombro). È anche possibile personalizzare il PC dell'ufficio (o persino costruirne uno nuovo da zero), sia per comodità che per mera estetica. 

#### Tipi di lavori richiesti
Il giocatore riceve, tramite posta elettronica, messaggi di gioco da potenziali clienti e altri messaggi che vanno da avvisi di sconti, a spam e semplici truffe. Il giocatore può accettare o rifiutare ogni richiesta.
Le potenziali richieste includono la rimozione di virus, l'overclocking di CPU e/o GPU, la sostituzione di componenti rotti, l'installazione di componenti di gamma superiore o dalle caratteristiche particolari (come l'illuminazione RGB o sistemi di raffreddamento ad acqua), oppure la creazione di un personal computer completamente nuovo. Può anche essere richiesto che il PC, costruito da zero od opportunamente potenziato, possa arrivare ad ottenere un determinato punteggio sul software di benchmark 3DMark.
Una volta portato a termine un lavoro, la restituzione del PC al cliente è accompagnata da una recensione dello stesso sul sito fittizio Bongle. La media delle ultime 25 recensioni determina quali tipi di lavoro possono essere affidati al giocatore: per quelli più remunerativi è necessario mantenere una media alta.

## IT Expansion
L'aggiornamento v.1.13 pubblicato il 28 ottobre 2021, oltre a sistemare alcuni bug e ad aggiungere nuovi componenti, include anche un'espansione gratuita, l'IT Expansion Pack, che aggiunge una nuova modalità di gioco orientata all'allestimento di computer da ufficio destinati ad aziende del settore tecnologico.

## Accoglienza
Il gioco è stato accolto positivamente sia dalla critica che dal pubblico, ottenendo una media di 7.2 su MetaCritic. Se da un lato è stata lodata la presenza di componenti originali riprodotti fedelmente, alcuni critici hanno però fatto notare che l'approccio del gioco alla costruzione e alla riparazione dei computer è alquanto semplificato rispetto alla vita reale.
Il 7 ottobre 2021 è stato reso disponibile gratuitamente per una settimana sull'Epic Games Store, registrando un milione di download nelle sole prime tre ore.